# 馬達塔帕湖

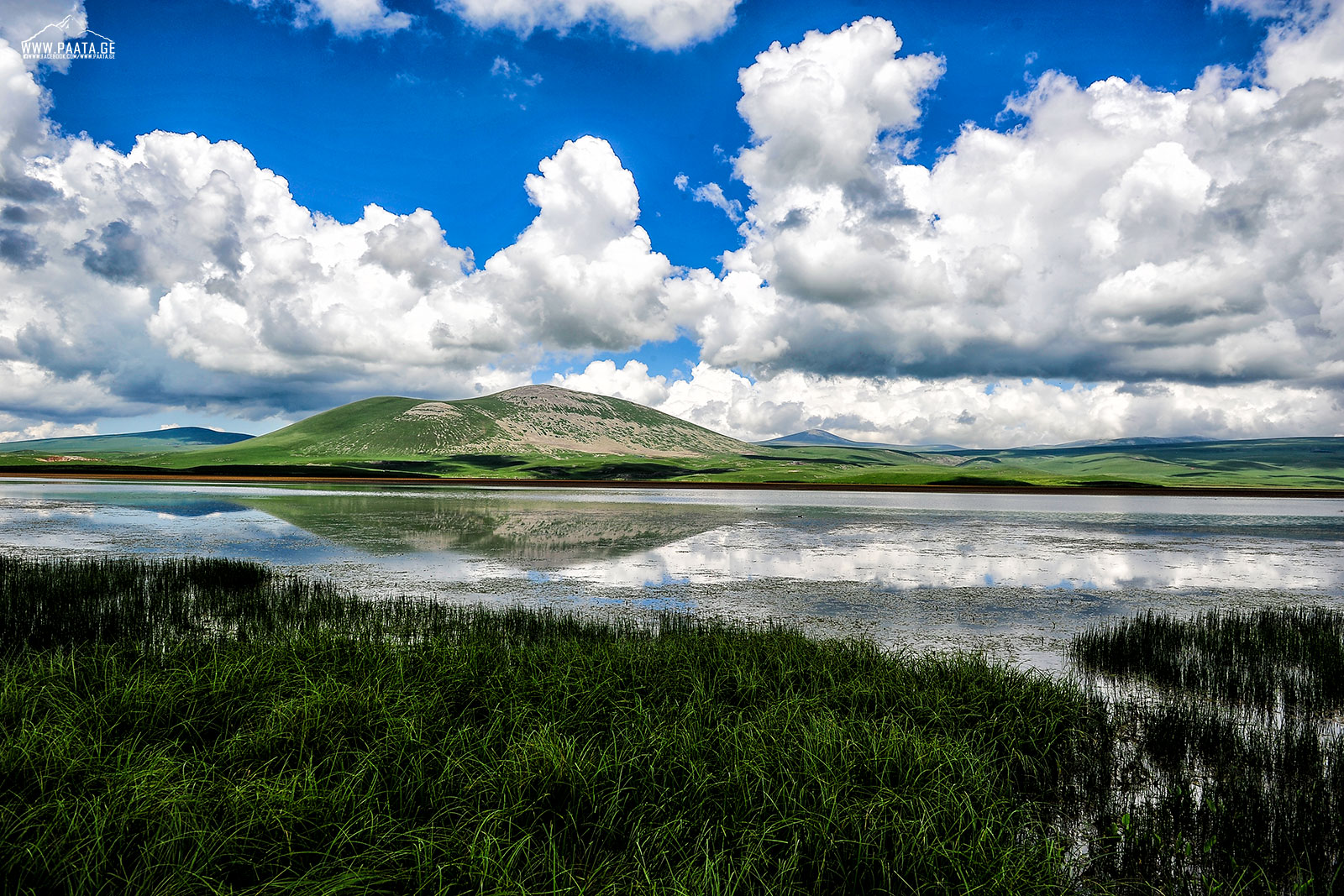
馬達塔帕湖

馬達塔帕湖是格魯吉亞薩姆茨赫-賈瓦赫蒂大区的湖泊，毗鄰與亞美尼亞接壤的边境，面積8.8平方公里，集水區面積136平方公里，海拔高度2,108米，平均水深1.5米，最大水深1.7米。
41°10′57″N 43°46′47″E / 41.18250°N 43.77972°E